# Anfípodes
Anfípodes (Amphipoda) é uma ordem de pequenos crustáceos de ampla distribuição.
As espécies de Amphipoda tem grande variação de tamanho, com representantes de 1mm até 20cm. Estão presentes em todos os ambientes marinhos (desde a região entremarés até grandes profundidades), de água doce e poucos em ambientes terrestres úmidos. Esses animais apresentam grande diversidade de estratégias alimentares, como carnivoria, herbivoria, suspensivoria, saprofagia e, além disso, vivem em associação com organismos planctônicos.

## Morfologia
Os anfípodes apresentam corpo comprido lateralmente e curvado. Dentro da ordem, a carapaça é ausente, e o corpo segmentado de acordo com o arranjo característico da Subclasse Eumalacostraca.

Esquema demonstrando a segmentação geral de Amphipoda

### Segmentação
O corpo possui especializações regionais (tagmose) produzindo grupos de segmentos (somitos) como cabeça, tórax e abdome, especializados em determinadas funções. Esses grupos estão organizados em um arranjo padrão de segmentos, além do télson, que não é um segmento verdadeiro.
Os segmentos verdadeiros são formados pela zona de crescimento teloblástica e não estão presentes na fase embrionária.
Cada segmento apresenta apêndices, que são projeções articuladas da parede do corpo, equipadas com músculos que permitem a movimentação das suas peças, ou poditos. Os apêndices são formados por uma peça mais proximal (protopodito), dividida em articulações menores, sendo que a mais basal dessas é denominada coxa, e uma mais distal (telopodito). Algumas estruturas podem surgir do protopodito, formando brânquias (epipoditos), remos e estruturas para moer ou gnatobases. O telopodito pode tornar-se anelado, formando um flagelo (antena).
Nesse grupo os apêndices são unirremes, portanto tem eixo único (não apresentam ramificações), e têm função tanto locomotora quanto específicas.

#### Cabeça
Os anfípodes têm uma cabeça distinta que frequentemente se curva para baixo e carrega dois pares de antenas que são comumente longas e peludas. O formato do rostro é uma característica útil para reconhecer os grupos familiares, como em Oedicerotidae e Synopiidae.

A cabeça é formada por uma região anterior e cinco segmentos cefálicos. A região pré-segmentar (ácron) porta o cérebro e os olhos, que são compostos e sésseis, quando presentes. Os cinco segmentos seguintes apresentam pares de apêndices modificados que, em ordem do mais anterior para o mais posterior, são: antênulas, antenas, mandíbulas, maxílulas, e maxilas, além dos maxilípedes. Ambas antênulas e antenas possuem função sensorial, sendo a primeira menor que a segunda. Os quatro últimos apêndices atuam como peças bucais, sendo os maxilípedes (fundidos à cabeça), maxílulas (menores) e maxilas utilizadas para manipular o alimento, e as mandíbulas utilizadas para dilacerar o alimento.

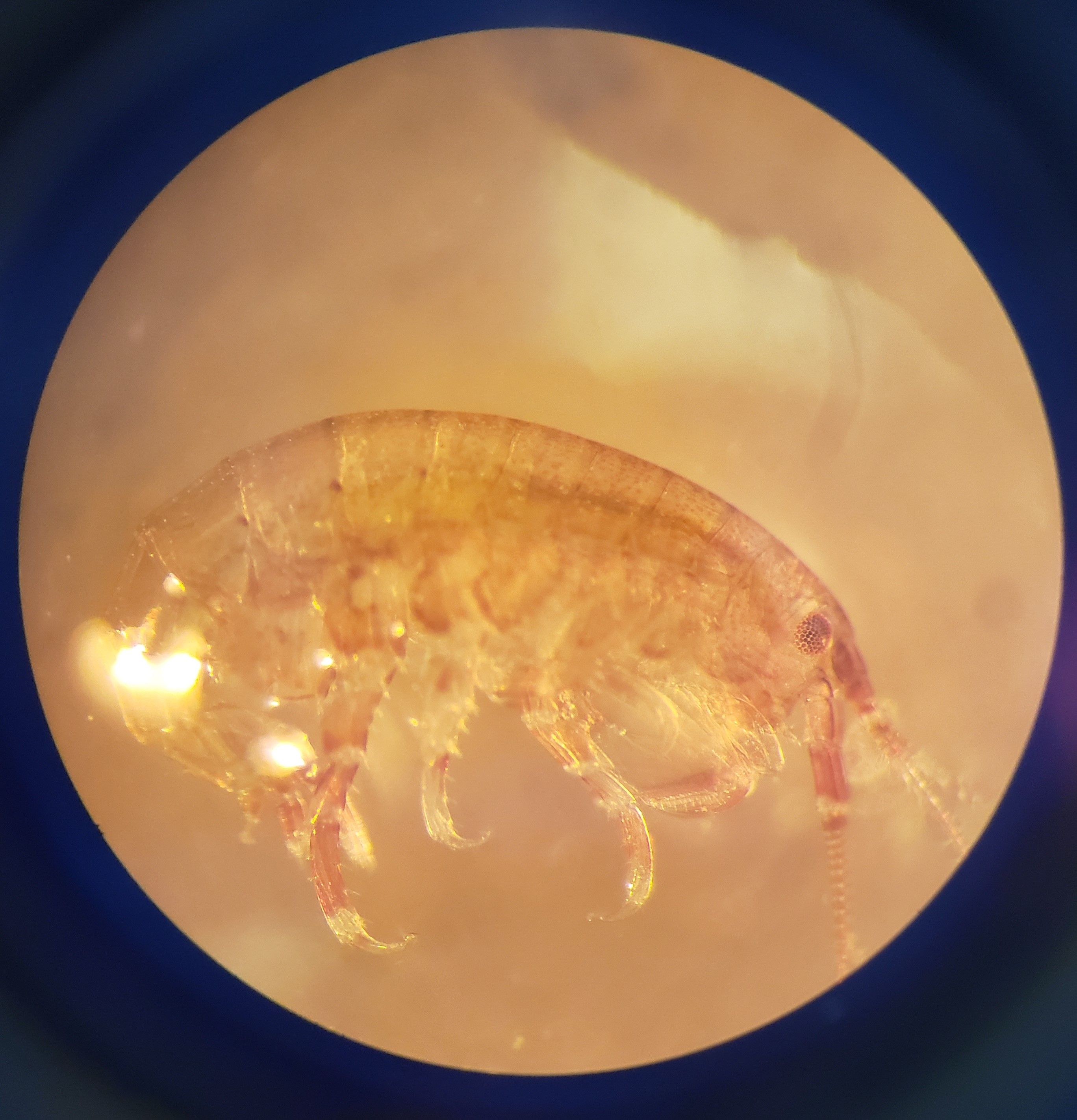
Visualização em lupa focada na carapaça do tórax de um anfípode.

#### Tórax
Oito segmentos compõem o tórax (também chamado de pereon), o primeiro sendo fundido à cabeça. Está relacionado com a reprodução, visto que os poros sexuais e o marsúpio encontram-se em sua extensão, e com as trocas gasosas, já que detém brânquias em seus apêndices.
O primeiro segmento torácico é fundido à cabeça, contendo os maxilípedes. Em sequência, os sete segmentos apresentam pares de apêndices, chamados pereópodes, sendo os dois primeiros chamados de gnatópodes, modificados, geralmente, em subquelas e, mais raramente, em quelas. Esses têm como função a manipulação de partículas alimentares grandes e, em algumas espécies, são utilizados para filtrar partículas pequenas ou funcionam como um braço copulatório, segurando a fêmea. Os outros cinco pares são ambulacrários, têm função de locomoção, mas, em algumas espécies, os últimos pares podem ser utilizados para fixação no substrato. 
Modificações que partem dos pereópodes permitem a realização de diferentes funções, como os epipoditos, brânquias lamelares e saculiformes, associados com as trocas gasosas, e os oostegitos, associados com a reprodução. A região interna da coxa (endito) nas fêmeas, é encontrada de forma expandida e disposta lateralmente, formando placas coxais não fundidas (é possível a abertura dessas placas, tornando exposta a região ventral do tórax) chamadas oostegitos, relacionadas com a incubação, já que formam um assoalho, bolsa incubadora (marsúpio), ventral onde os embriões podem se desenvolver.

#### Abdome
É dividido em duas regiões que apresentam três segmentos cada, sendo a mais anterior chamada pléon e a mais posterior urossomo, totalizando seis segmentos abdominais. O télson é a região terminal do abdome e pode estar fundido ao último segmento do urossomo ou livre. Esse tagma está relacionado com a locomoção e a circulação de água nas brânquias, presentes na região do tórax.
Nos três primeiros segmentos abdominais são encontrados pares de pleópodes, responsáveis pela circulação de água nas brânquias e, também, nos os embriões encontrados no marsúpio, através de seu batimento. Nos segmentos subsequentes são encontrados pares de urópodes, voltados para trás, utilizados como um leme direcionando a natação e, junto com o télson, formando o leque caudal, que permite o movimento rápido de fuga.

## Locomoção
A locomoção nos anfípodes varia de acordo com o hábito de cada grupo. Nos grupos natantes, os pares de pleópodes são utilizados para o deslocamento na coluna d'água. Partindo do substrato, os urópodes rígidos são utilizados como apoio para promover o impulso inicial da natação, através da distensão do abdômen. Fora do substrato a natação prossegue com o batimento dos pleópodes.
O grupo mais distinto, Caprellidea, desloca-se em um padrão semelhante ao do tipo "mede-palmo". Utilizando os gnatópodes para segurar o substrato, os animais do grupo erguem o abdômen e o contraem, levando a parte posterior do corpo para a frente e seguram com os pereópodes o substrato. Após esse movimento, deixam de agarrar o substrato com os gnatópodes e distendem o abdômen, levando a região anterior para frente, alcançando a nova localização que deseja ir.
Como resposta à perturbação por predadores esses animais têm um comportamento de fuga propiciado pela distensão rápida do abdome e leque caudal. Esse movimento, na pulga-da-praia, resulta em saltos que podem chegar a distância de 1 metro ou em um deslocamento mais rápido na coluna d'água, em grupos natantes.

## Fisiologia

### Sistema Respiratório e Circulatório
O sistema de transporte interno dos crustáceos em geral é muito parecido com o dos outros artrópodes. O coração pode variar muito de tamanho e forma, mas localiza-se sempre no mesmo tagma das brânquias. O coração dos anfípodes é um tubo dorsal localizado no tórax e acima das brânquias. O sistema arterial dos Amphipoda não é muito desenvolvido, com um sistema de circulação no qual o sangue é bombeado dorsalmente e coletado ventralmente, onde agora passará pelas branquias e se reoxigenará. Das brânquias para o pulmão, o caminho que o sangue realiza é dorsal novamente.
Para os Amphipoda, as principais superfícies que realizam as trocas gasosas são as brânquias lamelares ou saculiformes, que se localizam nas coxas dos pereópodes de 2 a 7, podendo estar presentes em apenas algumas ou mesmo em todas as coxas. As câmaras branquiais, que são nada menos que a localização das brânquias, localizam-se no lado mediano da coxa e são delimitadas dorsalmente pelos esternitos e lateralmente pelas próprias coxas. Os pleópodes criam a corrente respiratória, que flui no sentido ântero-posterior. Para as fêmeas ovígeras, essa corrente serve também para ventilar os ovos, os embriões ou até mesmo os jovens que ainda estão dentro do marsúpio. A corrente criada pelos pleópodes é especialmente importante nos animais que vivem em buracos ou em tubos, que se encontram em lugares onde não há movimentação passiva de água.

### Sistema Nervoso
Os Amphipoda, assim como muitos outros artrópodes, possuem diversos sensores, como estetos nas antênulas, calcéolos nos dois pares de antenas (com função quimiorreceptora). Acredita-se que os machos utilizem os estetos e os calcéolos para reconhecer as fêmeas sexualmente receptivas.

### Excreção e osmorregulação
Para os crustáceos em geral, os órgãos excretores são pares de nefrídios que se conectam em bolsas, que consistem em um saco celômico terminal com podócitos e que fica circundado pela própria hemocele, conectando-se com o exterior através de um tubo derivado de um metanefrídio. Esses pares de nefrídios estão localizados no segmento do corpo que corresponde ao segundo par de antenas, recebendo então o nome de glândula antenal ou glândula maxilar e apresentam uma abertura, ou poro, na base do segundo par de antenas. Para os Amphipoda de água doce, as glândulas antenais são bem desenvolvidas, enquanto para os terrestres, as glândulas antenais são vestigiais.

### Sistema Digestório
Para os crustáceos, a boca é ventral e o trato digestório é, em geral, reto, com exceção de uma dobra ventral distinta no final da porção anterior. O trato digestivo anterior consiste quase sempre em um esôfago e um estomago, que pode ser adaptado a triturar nos crustáceos que consomem grandes quantidades de alimento. Já para os crustáceos pequenos e que consequentemente se alimentam de menos, o estômago não costuma possuir nenhuma especialização desse tipo. O trato digestivo mediano é de origem mesodérmica e é ele que é responsável por secretar as enzimas digestivas, de hidrólise e também da absorção dos produtos da hidrólise. Tais funções são realizadas em grande parte pelos cecos digestivos, que possuem ainda células que armazenam glicogênio, lipídeos e cálcio. O trato digestório posterior é revestido por cutícula e varia tal qual o mediano, ou seja, se o mediano é curto, o posterior também será; se o mediano é longo, o posterior também será e assim por diante. O trato posterior é responsável por reabsorver a água, por formar as fezes e também por armazená-las. Abre-se no ânus, que fica localizado na base do télson.

### Reprodução
São organismos dióicos, com o corpo e os gnatópodes dos macho comumente sendo maiores que nas fêmeas, realizam reprodução sexuada e o desenvolvimento geralmente é direto.
Os gonóporos femininos e masculinos encontram-se no sexto e oitavo segmentos toráxicos, respetivamente, e em ambos os indivíduos as gônadas são pareadas e tubulares. Na fêmea, os ovidutos fazem a conexão entre os ovários com um par de gonóporos, esses abrem-se numa estrutura chamada de marsúpio, ou bolsa incubadora, que é um espaço delimitado por grandes oostegitos (enditos que possui muitas cerdas, delimitando um espaço abaixo do tórax) formando placas a partir de algumas das coxas torácicas. No macho, os dutos espermáticos se abrem, via gonóporos, em um par de longas papilas penianas.
Antes do acasalamento, os machos são atraídos por feromônios femininos que são captados por meio de estetos sensoriais em suas antenas. Ao encontrá-la, ele se prende ou carrega a fêmea com o dorso dela contra seu ventre até que ela faça a muda parturial, que é aquela na qual os oostegitos se desenvolvem completamente, indicando que a fêmea está pronta para incubar os jovens. Após isso, o macho vira a fêmea para que os seus ventres fiquem contrapostos e se inicie a cópula. Durante a cópula, o macho retorce o seu abdome, para que seus urópodes toquem o marsúpio da fêmea, então são liberados os cordões de espermatozoides, que são carregados para o dentro marsúpio com a corrente ventilatória da fêmea. Após a cópula, os óvulos são liberados no interior da câmara de incubação onde ocorre a fertilização.

## Ambiente Terrestre
As pulgas-da-areia, como são conhecidos os membros da família Talitridae que vivem próximos a corpos de água ou completamente independente deles, são anfípodes que ocupam diversos habitats litorâneos como praias de solo arenoso ou pedregoso, sapais ou até manguezais. É possível que o sucesso da conquista dos habitats terrestres esteja associado a duas características presentes nessa subordem: 1) o hábito de incubar os ovos, que são liberados após a fase larval, e 2) a presença do marsúpio, característica dos Peracarida, que permite o animal manter 100% da umidade relativa no torax, impedindo o ressecamento das brânquias e ovos incubados.
Algumas partes da árvore evolutiva pode ser reconstruída ao analisar os Talitridae que vivem em habitats mais próximos à água, como aqueles de supralitoral ou da zona entremarés. Um exemplo disso é a presença de um pléon mais forte, encurtamento do urossomo com a redução do terceiro urópode e o fortalecimento dos dois primeiros, proporcionando a habilidade de salto nesses animais, que pode ser usado como locomoção ou fuga. O hábito noturno também é uma característica comum entre esses organismos, pois além de permitir que eles evitem predadores como aves, também permite que eles explorem um ambiente mais úmido.
Os pleópodes, que nos anfípodes aquáticos promovem a movimentação da água para as brânquias, perde sua função nos organismos terrestres, sendo apresentado em alguns casos reduzido.
Um desafio encontrado pelos anfípodes terrestres é que o suprimento de íons em ambientes mais secos é deficiente quando comparado com áreas sujeitas a ação do mar. Isso foi contornado por adaptações fisiológicas para a retenção de íons, como acréscimo da eficiência osmorregulatória ou, como também visto nos Isopodes, a reingestão das próprias fezes para recuperar além dos íons alguns metais como cobre, que também podem estar em falta.

## Relações com outros organismos

### Parasitismo
Os ciamídeos (pertencem a familia Cyamidae, na subordem Caprellidea), que também são conhecidos como piolhos-de-baleia, são anfípodes que passam todos os estágios de vida associados a baleias-jubarte (Megaptera novaeangliae) ou a Baleia-franca-do-atlântico-norte (Eubalaena glacialis). Esses organismos não conseguem nadar, portanto se prendem a baleia pelos pereópodes em áreas de menor fluxo de água e se alimentam de camadas de células epidérmicas da baleia que contenham pigmento.
Os hiperideos (pertencem a subordem Hyperiidea), são encontrados majoritariamente em associação parasítica com outros organismos gelatinosos pertencentes ao zooplâncton, como os cnidarios, ctenophoros, radiolários e os tunicados. Esses anfípodes parasitas se alimentam de restos de comida do hospedeiro e, dependendo da disponibilidade desta, ele pode se alimentar do tecido do organismo em questão.
Avaliando a relação de especificidade entre as espécies em que os organismos estão associados, é possível observar que os hiperideos do mesmo gênero tendem a estar associados com os mesmos gêneros de hospedeiros, evidenciando uma evolução conjunta dos organismos.

### Simbiose
Relações simbióticas são comuns em organismos marinhos bentônicos, mas raras dentre aqueles que fazem parte da comunidade planctônica, como é o caso de alguns gêneros pertencentes à subordem Hyperiidea. Esses organismos podem ser encontrados em associação obrigatória com as salpas, que são tunicados comuns em mares equatoriais e temperados.
É possível ver hiperideos desde o estado larval até jovem adulto, e muito raramente um organismo na fase adulta. Isso acontece porque as fêmeas depositam suas larvas nas salpas para que elas se desenvolvam e quando a cresce a ponto de se reproduzir, ela deixa a simbiose.

## Registro fóssil
O primeiro fóssil descrito entre os anfípodes é um espécime de Paleaogammarus sambiensis em 1894, coletado na península de Sambia, na Rússia. O fóssil foi perdido, mas amplamente ilustrado no trabalho de mesmo ano de Zaddach.
No total, foram descritos 10 fósseis de Amphipoda, majoritariamente estavam inclusos em âmbar datado do Eoceno no báltico, assim fósseis tem aproximadamente entre 45 e 50 milhões de anos. Todos eles são atribuídos às famílias Niphargidae ou Crangonyctidae, ambos pertencentes à subordem Gammaridae.
Em 2014, um fóssil de Palaeogammarus (Gammaridae) foi descrito em posição de pré-cópula, em que o macho está segurando a fêmea com seus pleopodes. Nessa mesma amostra de âmbar, outros 21 anfípodes podem ser vistos em diversas fases de conservação, dentre eles, 8 podem ser vistos com maior detalhe. O fóssil faz parte de uma coleção privada adquirida do Museum of Earth, Varsóvia, Polônia e provavelmente foi achado na península de Sambia, no mar Báltico.

## Taxonomia
Originalmente, os anfípodes eram separados nas subordens Gammaridea, Hyperiidea, Ingolfiellidea e Caprellidea. No entanto, eles foram recentemente reclassificados em seis subordens:
- Amphilochidea
- Colomastigidea
- Hyperiidea
- Hyperiopsidea
- Pseudingolfiellidea
- Senticaudata (inclui espécies que antes faziam parte de Gammaridea e Caprellidea)